# Camponotus xanthogaster
Camponotus xanthogaster är en myrart som beskrevs av Santschi 1925. Camponotus xanthogaster ingår i släktet hästmyror, och familjen myror. Inga underarter finns listade.